# Аристион (тиран)
Аристио́н (др.-греч. Ἀριστίων; ум. летом 86 до н. э.) — тиран Афин, правивший в 88 до н. э. — 86 до н. э.
В 88 до н. э. Аристион, бывший представителем демократической партии в Афинах, послал предложение Понтийскому царю Митридату VI вторгнуться в Грецию, имея цель свержение римской власти в регионе. После того как Митридат послал своего военачальника Архелая в Грецию, римский полководец Сулла, намереваясь не допустить переход Афин на сторону Понта, взял город в осаду. 1 марта 86 до н. э. город был захвачен римлянами. По приказу Суллы летом 86 года до н. э. Аристиона казнили (заставив его принять яд).